# Képlet
A képlet több tudományágban használt fogalom.

## Kémiában
Egy vegyület alkotórészeinek leírására szolgáló módszer.
A vegyületet alkotó elemek vegyjeleinek és az alkotó atomok darabszámának leírása.
Például:
A víz két hidrogénatomból és egy oxigénatomból áll. Ezt képlettel H2O-ként írjuk.
A kénsav képlete: H2SO4. Ez azt jelenti, hogy a kénsav két hidrogén- (H), egy kén- (S) és 4 oxigénatomból (O) felépülő molekula.

## Matematikában és természettudományokban
Valamely törvényszerűség leírása matematikai szimbólumokkal.
Például a kör kerületének "képlete":
K=2·r·π
A matematikai képletekben a szorzás jelét általában nem szokás kiírni, így a képlet röviden:
K=2rπ
Ebben a képletben a
- "K" jelöli a kör kerületét
- "r" a kör sugarát
- "π" pedig egy matematikai állandó, amely irracionális szám, közelítő értéke 3,14159.